# Jason McAteer
Jason Wynn McAteer (* 18. Juni 1971 in Birkenhead, England) ist ein ehemaliger irischer Fußballspieler.
Als zentraler Mittelfeldspieler, der zudem auf der Position des rechten Flügelspielers und Außenverteidigers eingesetzt werden konnte, kam er während seiner Laufbahn bei fünf Profivereinen zum Einsatz: bei den Bolton Wanderers, dem FC Liverpool, den Blackburn Rovers. dem FC Sunderland und zuletzt bei den Tranmere Rovers. Der 52-fache irische Nationalspieler verkündete am 12. Juni 2007 den Rückzug von seiner aktiven Fußballerlaufbahn.

## Sportlicher Werdegang

### Der Einstieg ins Profigeschäft (1992–95)
Als MacAteer im Alter von 20 Jahren in seiner Heimat für den unterklassigen Amateurverein FC Marine spielte, wurde er von der Scoutingabteilung der Bolton Wanderers entdeckt. In den Jahren zwischen 1992 und 1995 kam er bei den von Bruce Rioch trainierten „Trotters“ auf mehr als 100 Einsätze und wechselte schließlich in der Frühphase der Saison 1995/96 für eine Ablösesumme von 4,5 Millionen Pfund zum FC Liverpool. Mitentscheidend für den Transfer war McAteers gute Leistung im Ligapokalendspiel 1995 gewesen, bei dem er mit Bolton gegen seinen künftigen Arbeitgeber zwar mit 1:2 verloren, aber durch seine hohe Laufbereitschaft im Mittelfeld das Interesse von Liverpools Trainer Roy Evans geweckt hatte.
Seit dem Jahre 1994 war McAteer zudem bereits irischer Nationalspieler. Er debütierte im März 1994 für die Auswahl seines Landes gegen Russland und wurde anschließend für die kurze Zeit später stattfindende WM 1994 in den Vereinigten Staaten nominiert. Dort kam er in vier Spielen zum Einsatz, darunter drei Einwechselungen nach jeweils gut einer Stunde und scheiterte mit seiner Mannschaft im Achtelfinale an den Niederlanden.

### FC Liverpool (1995–99)
Bei dem FC Liverpool, dem er bereits während seiner frühen Kindheit angehangen hatte, setzte Evans ihn zunächst auf einer etwas defensiveren rechten Mittelfeldposition ein, da bereits im Zentrum das Duo aus John Barnes und Jamie Redknapp als gesetzt galt. Gleichzeitig verdrängte McAteer Rob Jones, der fortan als linker Verteidiger diente. Auf der rechten Seite bildete er schnell eine effektive Partnerschaft mit Steve McManaman und schaltete sich häufig in die Offensivaktionen seines Teams ein. Zum Ende ließ seine Form jedoch etwas nach und beim FA-Cup-Endspiel gegen Manchester United erlitt McAteer einen ersten leichten Karriererückschlag. Während des Empfangs im Vorfeld des Endspiels, erschien die Mannschaft in cremefarbenen Armani-Anzügen. McAteer, Jamie Redknapp, David James, Steve McManaman und Stan Collymore erweckten dabei in der Öffentlichkeit den Eindruck, ihre neue Berühmtheit als Stars der Premier League zur Schau zu stellen und sie mit Modelverträgen wie beispielsweise Top Man, Hugo Boss und Armani auszunutzen, was ihnen den abschätzigen Spitznamen „Spice Boys“ einbrachte. Sportlich unterlag Liverpool der Mannschaft von Alex Ferguson mit 0:1 und auch McAteer offenbarte Schwächen bei seinen sonst beim Gegner so gefürchteten Flankenläufen.
In der Folgezeit war McAteer zunächst weiter Stammspieler, fand sich dann aber in den letzten beiden Jahren bis 1999 häufiger auf der Ersatzbank wieder. Vor allem nach der Ankunft des früheren französischen Nationaltrainers und anschließenden technischen Direktors Gérard Houllier, den der Verein nach der WM 1998 verpflichtet hatte, mehrten sich die Zeichen, dass McAteer in den künftigen Planungen des FC Liverpool keine Rolle mehr spielen sollte. Er kam bei der 1:2-Viertrundenniederlage im FA Cup gegen Manchester United noch einmal als Einwechselspieler für Paul Ince zum Einsatz und wechselte dann im Januar 1999 für vier Millionen Pfund zu den Blackburn Rovers. Dort stieg er am Ende der Saison 1998/99 in die Zweitklassigkeit ab.

### Blackburn und Sunderland (1999–2004)
McAteer agierte fortan in zwei Spielzeiten in der zweitklassigen First Division und konnte 2001 mit dem Aufstieg die Rückkehr in die Premier League feiern. Danach fand er jedoch in der von Graeme Souness betreuten Mannschaft keine weitere Berücksichtigung mehr, so dass ihn die Rovers im Oktober 2001 für eine Million Pfund in Richtung des FC Sunderland ziehen ließen.
Bei den „Black Cats“ wurde er auf Anhieb zu einem zentralen Spieler und sicherte sich mit seinem neuen Klub knapp den Klassenerhalt in der Premier League. Einen persönlichen Erfolg, durch den sein Name nachhaltig mit der irischen Nationalmannschaft in Verbindung gebracht werden sollte, konnte McAteer zudem am 1. September 2001 bei einem WM-Qualifikationsspiel gegen die Niederlande feiern, als ihm in der 68. Spielminute der entscheidende Treffer zum 1:0-Sieg gelang – die eigene Mannschaft spielte dabei nach einer Roten Karte gegen Gary Kelly nur noch mit zehn Mann. Damit war der Weg Irlands zur Endrunde der WM 2002 geebnet, während die Niederlande die Teilnahme verpasste. Die Qualifikation führte zu großem Jubel in Irland – beispielsweise hüllte sich Bono von der Rockband U2 während eines Konzerts im Slane Castle in die irische Flagge und schoss während des Songs „New Year's Day“ einen Ball ins Publikum mit den Worten „Close your eyes and imagine it's Jason McAteer“. Vor Beginn der Weltmeisterschaft selbst verletzte er sich jedoch bei einem Vorbereitungsspiel gegen Izumo's Hamayama am Knie und konnte zum Turnier nicht mehr ausreichend regenerieren – in der ersten Partie gegen Kamerun wurde er zur Halbzeit ausgewechselt und blieb fortan, abgesehen von einem Kurzeinsatz gegen Saudi-Arabien, unberücksichtigt.
Auch in Sunderland kam er in der Saison 2002/03 nur auf acht Einsätze in der Meisterschaft und stieg als Tabellenletzter ein weiteres Mal in die Zweitklassigkeit ab. Er blieb noch ein zusätzliches Jahr im Stadium of Light, absolvierte dabei die beiden Spiele des Play-off-Halbfinales gegen Crystal Palace und erhielt zum Ende der Saison 2003/04 die Freigabe für den ablösefreien Wechsel zu einem anderen Verein.

### Der Karriereausklang (2004–07)
McAteer blieb gegen Ende der Spielzeit ohne Verein, bevor er sich dann dazu entschloss, in seine Heimat Birkenhead zurückzukehren, unterschrieb dort einen Zweijahresvertrag bei den Tranmere Rovers und sammelte künftig erste Erfahrungen als Kotrainer, um sich auf die Zeit nach der aktiven Fußballerlaufbahn vorzubereiten. Er erhielt von Trainer Brian Little die Kapitänsbinde und führte den Drittligisten ins Play-off-Halbfinale, in dem der Klub nach Elfmeterschießen gegen Hartlepool United verlor.
Nach Ende seines Zweijahresvertrags beschäftigten ihn die Rovers weiter als Free Agent in der Funktion als Co-Trainer und Spieler. Ein weiteres Jahr später entschloss sich die Vereinsführung dazu, die Option für eine Weiterverpflichtung nicht wahrzunehmen, worauf McAteer kurze Zeit darauf mit seinem Rücktritt als Fußballspieler reagierte.